# Teeth (bài hát của Lady Gaga)
"Teeth" là một bài hát được thu âm bởi ca sĩ người Mỹ Lady Gaga. Bài hát xuất hiện trên đĩa mở rộng thứ ba của cô The Fame Monster (2009). Bài hát được sáng tác bởi Gaga, Taja Riley, Pete Wyoming Bender, Teddy Riley, và được sản xuất bởi Gaga và Teddy Riley.

## Xếp hạng
| Bảng xếp hạng (2011)                 | Vị trí cao nhất |
| ------------------------------------ | --------------- |
| UK Singles (Official Charts Company) | 107             |